# Erik Jensen (bokser)
 Der er flere personer med dette navn, se Erik Jensen.
Erik Jensen (født 1. oktober 1921 i Århus, død 29. juni 1987 i Stjær) var en dansk professionel bokser i både letsværvægts- og sværvægtsklassen.

## Karriere

### Amatørkarriere
Som amatør boksede Erik Jensen for Frederiksbjerg Athlet Klub (FAK) og vandt det danske mesterskab i letsværvægt i 1946, 1947 og 1949 og i sværvægt i 1948. Han deltog i OL 1948 i London, men tabte i første runde på point til amerikaneren Chuck Spieser.

### Professionel karriere
Erik Jensen debuterede som professionel den 4. november 1949 mod en anden debutant, franskmanden Jacques Lebegue, og vandt på point efter 6 omgange. I sin tredje kamp besejrede Erik Jensen den ubesejrede hollænder Willy Schagen, der kort efter blev hollandsk mester i letsværvægt. Den 1. december 1950 i Düsseldorf mødte Erik Jensen den tyske mester i letsværvægt (og senere europamester) Conny Rux og tabte på knockout i 4. omgang.
Erik Jensen vandt sin sidste kamp, da han i London den 11. december 1951 stoppede Johnny McGowan. Erik Jensen fik efterfølgende en kamp om det skandinaviske mesterskab i sværvægt, da han i København mødte en 20-årig Ingemar Johansson i dennes 3. professionelle kamp. Erik Jensen tabte på point efter 6 omgange. Johansson vandt tre år senere verdensmesterskabet i sværvægt. Erik Jensen boksede sin sidste kamp den 4. december 1953, da han blev diskvalificeret mod Gunnar Nilsson.
Erik Jensen boksede 17 professionelle kampe, hvoraf 9 blev vundet (2 før tid), 6 tabt, og 2 endte uafgjort.

### Øvrig karriere
Skønt han en periode var professionel bokser, levede Erik Jensen heller ikke i disse år af sin sport. Han var i det civile liv flyttemand i firmaet Adam, og indtægterne fra boksningen var blot et supplement.